# Багдан
Багдан (узб. Bogʻdon/Багдан, до 2014 Янгикишлак — узб. Yangiqishloq / Янгиқишлоқ) — городской посёлок (с 1978 года), административный центр Фаришского района Джизакской области Узбекистана. Население 8,4 тыс. чел. (2003). В городе работают хлопкоочистительный завод, МТП, автозавод, швейная фабрика, строительные организации. Багдан расположен в 67 км к северо-западу от областного центра и ближайшей железнодорожной станции  Джизак.

## Население
| 1979 | 1989 |
| ---- | ---- |
| 3934 | 6611 |

## Известные уроженцы
Нармахонмади Джураевич Худайбердыев (1928—2011) — председатель Совета министров Узбекской ССР (1971—1984).